# Gábor Vona
Dans le nom hongrois Vona Gábor, le nom de famille précède le prénom, mais cet article utilise l’ordre habituel en français Gábor Vona, où le prénom précède le nom.
Gábor Vona, né Gábor Zázrivecz le 20 août 1978 à Gyöngyös, est un homme politique hongrois, député, membre fondateur du Jobbik.

## Biographie

### Origines et famille
Selon la biographie de Vona, le nom de la famille était originellement Vona mais le grand-père de Gábor mourut pendant la Seconde Guerre mondiale en Transylvanie pendant la bataille de Torda et sa grand-mère se maria avec un Zázrivecz qui adopta le père de Gábor. Celui-ci reprit ensuite son nom de famille d'origine. Le changement de nom s'est produit quand Gábor était au collège. Selon Gábor Vona, le nom Vona vient de ses ancêtres paternels italiens. Il a également des ancêtres maternels slovaques.

### Formation
Gábor Vona étudie l'histoire et la psychologie à l'université Loránd Eötvös. Il a travaillé comme professeur d'histoire pendant une courte période, après quoi il exerce pendant quelques années différents métiers (organisateur pédagogique pour une école de langue, ventes, d'abord pour une société de sécurité, puis pour une société informatique). Il vit à Óbuda avec sa femme et son premier fils Benedek.

### Parcours politique
Il adhère au Fidesz en 2001 mais rend sa carte un an plus tard.
En 2002, il transforme avec quelques amis le Jobbik, fondé en 1999 comme mouvement étudiant, en un parti politique, en réaction au retour au pouvoir des partis de la gauche socialiste.
Il démissionne de la présidence du Jobbik et de l'Assemblée nationale deux jours après les élections législatives de 2018, qui sont marquées par la large victoire de la coalition de Viktor Orbán. Lors de ces élections, son parti arrive en deuxième position ; Gábor Vona est élu député au scrutin proportionnel mais battu au scrutin majoritaire dans sa circonscription de Gyöngyös de façon plus importante qu'en 2014.

### Idées politiques
Vona considère l'appartenance de la Hongrie à l'Union européenne comme un échec, position qui le distingue du parti conservateur Fidesz-Union civique hongroise de Viktor Orbán. Défavorable à l'euro-atlantisme, il milite pour une « politique eurasienne » et prône pour cette raison des relations privilégiées avec la Russie et la Turquie sur la base pour cette dernière d'un certain touranisme qui rappelle que l’origine des Turcs et des Hongrois est commune,. 
Contrairement à d'autres forces de la droite radicale en Europe, le Jobbik ne suit pas une politique pro-Israël. Dans son ouvrage  Né un 20 août, paru en 2011, Gábor Vona décrit sa fascination pour l'Islam qui est à ses yeux un des derniers bastions du traditionalisme   et « le dernier espoir de l’humanité dans les ténèbres du globalisme et du libéralisme ».
Comme son camarade de parti Márton Gyöngyösi (cependant un peu plus tôt que ce dernier), il a demandé en 2012 que soient établies, pour des raisons de sécurité, des listes des Juifs vivant en Hongrie et possédant la citoyenneté hongroise à côté de la citoyenneté israélienne.
À l'issue d'une marche anti-Tsiganes organisée par son parti en octobre 2012, il déclare que « les gens qui ne travaillent pas ne devraient pas avoir d’enfants » et appelle au rétablissement de la peine de mort.